# Piotr Szarłacki
Piotr "Makak" Szarłacki (ur. 3 kwietnia 1967 w Warszawie) – polski radiowy dziennikarz muzyczny

## Życiorys
Na studia dziennikarskie dostał się dzięki konkursowi organizowanemu przez magazyn Razem, "Indeks za debiut". Po drugim roku studiów zrezygnował ze względów politycznych i osobistych. Początkowo pracował w Radiu WaWa, a następnie zasłynął w Radiostacji, prowadząc audycje "Podwodna Ameryka" oraz "Makakofonia" – znaną z otwartości i niecenzurowania wypowiedzi gości programu oraz radiosłuchaczy (gośćmi w "Makakofonii" byli zarówno wykonawcy znani, jak i ci zupełnie nowi). Z Radiostacją współpracował, jak wielu popularnych prowadzących tegoż radia, do czasu zmiany jej profilu administracyjnego i muzycznego. Swoje audycje przeniósł następnie do sieci Rock Radio, z którą zakończył współpracę po odebraniu koncesji Rock Radiu Śląsk (przeciw czemu protestował). Obecnie (2011) pracuje w Antyradiu prowadząc "Makakart" i "Makakofonię". Jest również zastępcą dyrektora muzycznego tej stacji.
Współpracował również z magazynem muzycznym BRUM.

## Film
- 2000 Gunblast Vodka
- 2014 Pod Mocnym Aniołem[2].